# Affaire Karine Schaaff
L’affaire Karine Schaaff'est une affaire criminelle française dans laquelle Karine Schaaff, 16 ans, est violée et tuée par Stéphane Krauth, le 22 juillet 2001 à Bitche, en Moselle.

## Les faits et l'enquête

### Faits initiaux
Le dimanche 22 juillet 2001, Karine Schaaff, lycéenne de 16 ans, prend son nouveau vélo, offert par ses parents en récompense pour ses bons résultats au bac de français. Afin de rejoindre son amie Mélanie, elle emprunte une route étroite de la zone industrielle de la commune de Bitche, située dans le département de la Moselle. En chemin, la jeune fille fait une rencontre.

### Déroulement des faits
Un témoin oculaire déclare avoir vu une voiture, plus précisément une Mazda de couleur blanche qui aurait freiné brutalement avant de faire une longue marche arrière pour ensuite repartir à toute allure. Le nouveau vélo de la jeune fille est, quant à lui, retrouvé endommagé dans un fossé, en bordure de route de cette zone industrielle. Les enquêteurs retrouvent également un fragment de clignotant, qui va permettre de retrouver la Mazda blanche vue par le témoin. L'enquête établit en effet que le véhicule appartient à Stéphane Krauth, un jeune homme âgé de 23 ans.

### Interpellation du suspect
Le 1er août 2001, Stéphane Krauth est placé en garde à vue. Durant cette garde à vue, il avoue avoir percuté le vélo de la jeune fille, mais rien de plus. Cependant, le lendemain, le 2 août 2001, le corps de la jeune fille est retrouvé carbonisé près du Hochkopf dans la forêt de Mouterhouse. À la suite de cette découverte, le jeune homme est mis en examen. Ce dernier tente alors d'impliquer d'abord un de ses amis puis sa compagne, Péroline Garino. Multipliant les versions contradictoires et les déclarations dans la presse, cette dernière finit par affirmer que Stéphane Krauth, qui a des tendances violentes, a violé et assassiné l'adolescente. Un journaliste à qui elle a fait ces révélations la convainc de les répéter aux enquêteurs. Elle avoue ensuite avoir participé au « nettoyage » de la scène de crime visant à faire disparaître le corps de la victime,.

## Procédure judiciaire

### Première instance
En octobre 2004, durant le procès de première instance de Stéphane Krauth, l'avocat général réclame la réclusion criminelle à perpétuité ainsi qu'une période de sûreté de 22 ans. Le jury suit l'avocat général et condamne l'accusé à la peine requise.

### Le cas Péroline Garino
Les avocats de la jeune femme annoncent leur intention de faire appel. Mais la Cour d'assises de la Moselle a finalement condamné l'ex-compagne de Stéphane Krauth, Péroline Garino, à trois ans de prison pour « destruction de preuves ». Cette dernière a, en effet, aidé son compagnon à mettre le feu au cadavre de Karine Schaaff, dont ils s'étaient débarrassés dans la forêt de Mouterhouse. Un mandat de dépôt a ensuite été délivré à l'encontre de la jeune femme. 
Le verdict final est conforme aux réquisitions de l'avocate générale, Madeleine Simoncello, qui a demandé le maximum prévu par la loi pour les deux accusés. Quant à l'avocate de Péroline Garino, elle a demandé une peine « sans privation de liberté » pour sa cliente.

### Le cas Stéphane Krauth
Les avocats de l'accusé soutiennent que le bas du corps dénudé de la jeune fille, dont les sous-vêtements n'ont jamais été retrouvés, ainsi que le préservatif, dont l'ADN n'a pas non plus pu parler, ne sont pas des preuves. L'avocat ajoute que « quand bien même Krauth, qui affirme que Karine est morte dans sa voiture, aurait eu un rapport sexuel ensuite avec son cadavre, ce n'est pas un viol ».

### Résolution de l'affaire
Finalement, alors que les deux amants étaient invités à dire un dernier mot avant les délibérations de la cour, Stéphane Krauth est resté silencieux tandis que la jeune femme a choisi d'avouer sa culpabilité en ajoutant « si j'avais accepté ce qu'il me demandait, ce serait arrivé à moi mais ça aurait été plus logique ». 
Stéphane Krauth a été condamné le 22 octobre 2004, par la cour d'assises de Metz, à la réclusion criminelle à perpétuité, assortie d'une période de sûreté de 22 ans pour l'enlèvement, le viol et le meurtre de Karine Schaaff, le 22 juillet 2001 à Bitche,. Stéphane Krauth fait appel. En février 2006, il est condamné par la cour de Nancy à 30 ans de prison, ce qui correspond à une réduction de sa peine. Cette réduction de peine est de nouveau assortie d'une période de sûreté, cette fois-ci de 20 ans, pour les chefs d'accusation d'enlèvement, de viol ainsi que de meurtre.
Péroline Garino est libérée en mai 2006.

## Documentaires télévisés
- « Péroline et Stéphane, Les amants diaboliques » le 17 et 21 avril 2005 dans Secrets d'actualité sur M6.
- « Stéphane Krauth, Le meurtre de Karine Schaaff » le 18 mars 2008 dans Faites entrer l'accusé présenté par Christophe Hondelatte sur France 2.
- « Péroline et Stéphane : les amants diaboliques » le 18 mars 2009 dans Enquêtes criminelles : le magazine des faits divers sur W9.
- « Piège macabre sur la route » le 13 mai 2017 dans Indices sur Numéro 23.